# Nicolás Lindley López
Nicolás Eduardo Lindley López (Lima, 16 de noviembre de 1908-Lima, 3 de mayo de 1995) fue un militar y político peruano, que ocupó brevemente la Presidencia del Perú sucediendo al general Ricardo Pérez Godoy como jefe de la Junta Militar de Gobierno, del 3 de marzo al 28 de julio de 1963.

## Biografía
Fue hijo natural de Nicolás Francisco Lindley Stoppanie y María Hortensia López Rosas. Su abuelo, Joseph R. Lindley fue fundador de la empresa Inca Kola, que después asumiría su tío, Isaac Lindley. A pesar de tener tres hijos, sus padres nunca se casaron. Su padre se casó con Rosa Domhoff (1907) y Leonor Portal García (1917).
Cursó la educación secundaria en el Colegio Anglo-Peruano (hoy San Andrés). En 1926 ingresó a la Escuela Militar de Chorrillos y egresó en 1930 como alférez de caballería en el primer puesto de su promoción. Pasó después a la Escuela Superior de Guerra del Perú (1939-40), donde también obtuvo el primer lugar de su promoción. Enseguida prosiguió su carrera dentro del Ejército del Perú.
Ascendió sucesivamente a teniente (1933), capitán  (1936), mayor (1941) y teniente coronel (1945). Ejerció el cargo de secretario de la Escuela Superior de Guerra y profesor de Táctica General y Estado Mayor de la misma (1942-1945). Fue edecán del presidente de la República entre 1945 y 1946. Enviado a la Escuela de Comando y Estado Mayor en Fort Leavenworth, Kansas, Estados Unidos, permaneció allí un año ejerciendo como instructor. A su regreso en 1947 ocupó el cargo de profesor en la Escuela Superior de Guerra y director de la Escuela de Caballería. En 1951 fue enviado a Chile como agregado militar y a su regreso recibió el ascenso a coronel (1953).
Sucesivamente, fue jefe de Estado Mayor de la Primera División Ligera (1953), jefe de Estado Mayor del Centro de Instrucción Militar (1954) y comandante general de este (1955-58). En 1956 fue ascendido a general de brigada y en 1958 fue nombrado inspector general del Ejército. Ascendido a general de división en 1960, ocupó el cargo de jefe de Estado Mayor del Ejército y finalmente el de comandante general del ejército (1960-62).
El 18 de julio de 1962 secundó al general Ricardo Pérez Godoy en el golpe de Estado que defenestró a Manuel Prado Ugarteche e instauró una Junta Militar de Gobierno, cuya finalidad principal era cerrar el paso al aprismo (que resultó como ganador en dichas elecciones, pero sin alcanzar el tercio del electorado) y convocar en el plazo de un año a nuevas elecciones a cuyo ganador deberían entregar el poder el 28 de julio de 1963. Se alzó como pretexto el hecho que el gobierno había propiciado un fraude electoral, acusación que nunca ha sido demostrada.
Instalada la Junta Militar de Gobierno presidida por Ricardo Pérez Godoy, Lindley ocupó el cargo de Ministro de Guerra. Los otros miembros de la Junta fueron el teniente general de la Fuerza Aérea Pedro Vargas Prada y el vicealmirante Juan Francisco Torres Matos.
Cuando Pérez Godoy dio señales de pretender quedarse más tiempo en el poder, fue relevado de la presidencia de la Junta, que Lindley pasó a ejercer desde el 3 de marzo de 1963, con el firme propósito de cumplir con el plazo fijado inicialmente
Durante este período se depuró el padrón electoral y se convocó a nuevas elecciones en un clima de tranquilidad, en las que resultó ganador Fernando Belaúnde Terry. Tras dejar el gobierno en la fecha prevista, Lindley fue enviado como embajador extraordinario y plenipotenciario del Perú en España, que ejerció de 1964 a 1975.
Luego regresó al Perú, donde vivió hasta su muerte en 1995, a la edad de 86 años.

## Obras de la Junta de Gobierno
En el mensaje a la nación que el día 18 de julio de 1963 dio el presidente de la Junta de Gobierno general de división Nicolás Lindley López al conmemorarse el primer año del golpe institucional de las fuerzas armadas, señalaba como logros importantes de la Junta los siguientes:
- El inicio de la Reforma Agraria, para aplicarse progresivamente en todo el país, como una mejor y más justa repartición de la propiedad de las tierras de cultivo.
- La creación de un Sistema de Planificación en escala nacional que serviría para coordinar la acción estatal y la iniciativa privada en las obras de desarrollo, así como la ordenación de los recursos internos y los aportes internacionales para superar los obstáculos y garantizar, en el más breve plazo, el bienestar de las clases populares.
- Se sentaron las bases para la solución del problema de la vivienda, al crearse la Junta Nacional de la Vivienda, el Banco de la Vivienda, autorizando la formación de bancos privados de fomento de la industria de construcción, dictando el decreto ley de expropiaciones a fin de contar con terrenos apropiados para la construcción de la vivienda popular.
- La descentralización de la educación, organizando la campaña alfabetizadora y la construcción de muchas escuelas y aulas.
- La implantación, por primera vez, del Presupuesto Programa, destinado a ordenar la administración pública.
- La preocupación por mejorar el nivel técnico del trabajador, creando para tal efecto centros de capacitación y elevándose sus condiciones de vida estableciendo el sueldo y salario mínimo.
- Se dictaron los decretos necesarios para el mejoramiento de la cultura y el desarrollo físico del hombre.
- Se subieron los sueldos del sector estatal: el Poder Judicial, médicos, empleados públicos y profesores. Se hizo efectivo el aumento a la Fuerza Armada y Auxiliares, pero en escala inferior a la decretada por el gobierno anterior.
- Se inauguraron varios hospitales y postas médicas para mejorar el servicio de salud pública.
- En el orden internacional se mantuvo con serenidad y firmeza una política de defensa de la soberanía y dignidad del país, de absoluto respeto a los compromisos internacionales y de amistad hacia todos los países de la comunidad de naciones del mundo libre.